# Estadio Suphanburi
El Estadio Municipal de Suphanburi (en inglés: Suphanburi Municipality Stadium), es un estadio de fútbol ubicado en la ciudad de Suphanburi en Tailandia. El estadio fue inaugurado en 1947, en 2013 aumento su capacidad a cerca de 25 000 personas, es propiedad del club Suphanburi FC que participa en la Liga Premier de Tailandia.
A principios de 2014, el estadio albergó la Copa Kor Royal (Supercopa de Tailandia), donde Buriram United ganó el trofeo al vencer al Muangthong United 1-0.